# Mike Flanagan (baseball)
Pour les articles homonymes, voir Flanagan.
Ne doit pas être confondu avec Mike Flanagan (réalisateur).
Michael Kendall Flanagan, né le 16 décembre 1951 à Manchester (New Hampshire) et mort le 24 août 2011 à Monkton (en) (Maryland), est un lanceur américain de baseball ayant joué dans les Ligues majeures de 1975 à 1992.
Flanagan, un gaucher, a remporté le trophée Cy Young du meilleur lanceur en 1979 et gagné la Série mondiale en 1983 avec les Orioles de Baltimore. Il  a aussi joué pour les Blue Jays de Toronto.

## Carrière
Mike Flanagan est repêché par les Orioles de Baltimore au septième tour de sélection en juin 1973. Il fait ses débuts dans le baseball majeur avec les Orioles le 5 septembre 1975.
Il s'impose comme l'un des membres importants de la rotation de lanceurs partants des Orioles en 1977 alors qu'il effectue 33 départs et remporte 15 matchs contre 10 défaites avec 15 matchs complets. La saison suivante, en 1978, il mène la Ligue américaine en amorçant 40 parties. Il mérite 19 victoires et lance 16 matchs complets pour Baltimore. À la mi-saison, il est invité à sa seule partie d'étoiles.
En 1979, Flanagan remporte le trophée Cy Young du meilleur lanceur de la Ligue américaine. Il mène le baseball majeur cette saison-là avec 23 victoires contre neuf défaites. Sa moyenne de points mérités s'élève à 3,08 en 265 manches et deux tiers lancées. Il réussit seize matchs complets, dont un sommet dans le baseball de cinq blanchissages et réussit un record personnel de 190 retraits sur des prises. Meilleure équipe du baseball majeur durant la saison régulière, les Orioles atteignent la Série mondiale cette année-là mais sont battus par les Pirates de Pittsburgh. Après une sortie comme lanceur partant qui se solde par une victoire sur les Angels de la Californie en Série de championnat, Flanagan lance 15 manches en série finale contre Pittsburgh. Il lance un match complet en ouverture de la série à Baltimore, aidant les Orioles à remporter un gain de 5-4. De retour au monticule pour commencer le cinquième affrontement, présenté à Pittsburgh, Flanagan accorde deux points. C'est un de plus que son adversaire, le partant des Pirates Jim Rooker (en), et il encaisse la défaite. Il fait enfin une courte apparition en relève dans la 7e et ultime partie de la finale. Les Orioles perdent déjà 3-0 et il accorde un quatrième point dans ce qui se termine sur une victoire de 4-1 des Pirates pour remporter le titre.
Flanagan connaît deux autres saisons d'au moins 15 gains avec les Orioles. En 1983, il n'amorce que 20 parties mais remporte 12 victoires contre à peine quatre défaites et affiche une brillante moyenne de points mérités de 3,30. Il mérite une victoire sur les White Sox de Chicago en Série de championnat de la Ligue américaine et amorce un match de la Série mondiale 1983 face aux Phillies de Philadelphie, une partie qui se solde sans décision pour Flanagan. Il est champion de la Série mondiale 1983 avec les Orioles.
Le 31 août 1987, le gaucher quitte Baltimore lorsque les Orioles l'échangent, ainsi que le lanceur droitier Oswaldo Peraza (en), aux Blue Jays de Toronto en retour d'un autre lanceur droitier, José Mesa. Après ce passage à Toronto, Flanagan revient chez les Orioles en 1991 et y dispute ses deux dernières saisons en carrière.
Mike Flanagan a joué 526 parties dans les Ligues majeures de baseball, dont 404 comme lanceur partant et 122 comme lanceur de relève. Sa moyenne de points mérités à vie est de 3,90 en 2770 manches lancées. Il a remporté 167 victoires contre 143 défaites, avec 101 matchs complets, 19 blanchissages, quatre sauvetages et 1491 retraits sur des prises.

## Après-carrière
Flanagan est l'instructeur des lanceurs des Orioles de Baltimore durant les saisons 1995 et 1998. Il est commentateur sportif lors des matchs des Orioles en 1996 et 1997, puis de 1999 à 2002. 
En 2003, il est nommé co-manager général des Orioles avec Jim Beattie (en). En 2006, Flanagan devient vice-président exécutif du club et demeure en poste deux ans avant de retourner commentateur sportif.

## Mort
Le 24 août 2011, le corps de Mike Flanagan est découvert derrière sa résidence de Monkton (en), dans le Maryland, après un appel au 9-1-1 logé par un voisin. Ce dernier avait été envoyé par l'épouse de Flanagan, absente, qui s'inquiétait pour lui. Flanagan s'est suicidé par arme à feu. Il avait 59 ans.